# یامل سیلوا
یامل سیلوا (انگلیسی: Yamil Silva؛ زادهٔ ۳۰ دسامبر ۱۹۹۶) بازیکن فوتبال اهل آرژانتین است.